# Góra Sainte-Victoire z wielką sosną
Góra Sainte-Victoire z wielką sosną – obraz Paula Cézanne’a, przedstawiający górę Sainte-Victoire (artysta rysował ją i malował wiele razy w różnych ujęciach) w okolicy Aix-en-Provence.
Cézanne podarował obraz swojemu przyjacielowi młodemu poecie Joachimowi Gasquetowi, który sprzedał dzieło w 1908 roku za 12 tysięcy franków paryskiej galerii Bernheim-Jeune.

## Bogactwo technik
- Niebo – niebo jest równie wielobarwne co ziemia; jego błękit przenikają subtelne odcienie brązu, zieleni i różu,
- Gałąź – gałąź drzewa została namalowana za pomocą smug czerwieni i błękitu, które kolorystyką nawiązują zarówno do ziemi, jak i nieba.